# Bouy
Bouy é uma comuna francesa na região administrativa do Grande Leste, no departamento de Marne. Estende-se por uma área de 22.46 km², e possui 571 habitantes, segundo o censo de 2018, com uma densidade de 25 hab/km².